# 227928 Ludoferrière
227928 Ludoferrière è un asteroide della fascia principale. Scoperto nel 2007, presenta un'orbita caratterizzata da un semiasse maggiore pari a 3,137974 UA e da un'eccentricità di 0,176443, inclinata di 2,452895° rispetto all'eclittica. Ha un diametro di 4,955 km.